# Ari Þorgilsson
Ari Þorgilsson (1067 – 1148) è stato uno scrittore e religioso islandese.

## Biografia
È stato il cronista medievale più importante dell'Islanda e l'autore di Íslendingabók (Libro degli Islandesi), che descrive in dettaglio la storie delle prime famiglie che si stabilirono in Islanda (precedentemente disabitata) nel periodo della colonizzazione norvegese, compreso tra l'870 ed il 930. Ci si riferisce a lui tipicamente come ad Ari il Saggio (Ari fróði).
Ari faceva parte del clan della famiglia Haukdælir e studiò nella scuola di Haukadalur come studente di Teitur Ísleifsson (il figlio di Ísleifur Gissurarson, primo vescovo di Islanda). Qui acquisì una cultura classica. I suoi scritti mostrano chiaramente che era a conoscenza delle tradizioni cronachistiche latine, ma allo stesso tempo viene considerato un eccellente conoscitore della tradizione orale islandese.
Si pensa che in seguito Ari divenne un prete cristiano a Staður da Ölduhryggur, oggi conosciuta come Staðastaður, ma a parte questo si sa poco della sua vita, nonostante sia stato uno dei pochi scrittori medievali che ha scritto la sua storia di famiglia.
Íslendingabók è l'unico scritto attribuito a lui con assoluta certezza, ma gli vengono accreditati numerosi altri contributi e si crede che abbia svolto una parte importante anche nella stesura di Landnámabók (Libro della colonizzazione), che anche narra la cronaca dei primi insediamenti in Islanda.
Ari venne considerato molto presto un autore importante. Nel primo saggio grammaticale islandese (in islandese: Fyrsta málfræðiritgerðin), scritto intorno al 1160, ci si riferisce a lui come ad un uomo eccezionale, poiché la tradizione della scrittura a quel tempo non era ancora consolidata.